# Distretto di Bugat (Bajan-Ôlgij)
Il distretto di Bugat è uno dei quattordici distretti (sum) in cui è suddivisa la provincia del Bajan-Ôlgij, in Mongolia. Conta una popolazione di 3.642 abitanti (censimento 2009).